# Wernigerode (stad)
Wernigerode is een plaats in de Duitse deelstaat Saksen-Anhalt, gelegen in de Landkreis Harz. De stad telt 32.181 inwoners.

## Indeling gemeente
De volgende Ortsteile behoren bij de gemeente:
- Benzingerode
- Minsleben
- Silstedt
- Schierke
- Reddeber

## Historie
- Zie graafschap Wernigerode.
- Zie kasteel Wernigerode.

## Geboren
- Wilhelm Bittrich (1894-1979), SS-generaal tijdens de Tweede Wereldoorlog
- Sabine Glaser (1946), actrice
- Guido Fulst (1970), wielrenner
- Nils Petersen (1988), voetballer

## Gestorven
- Rijklof Michael van Goens (1748-1810), schrijver en politicus
- Johann Lorenz Benzler (1747-1817), auteur, bibliothecaris en vertaler

## Sport en recreatie
Deze plaats is gelegen aan de Europese wandelroute E11, die loopt van Den Haag naar het noordoosten, vanaf 2021 tot in Estland.

## Bezienswaardigheden
- Sint-Margarethakerk (Minsleben)
- Sint-Johanneskerk
- Onze-Lieve-Vrouwekerk

## Galerij

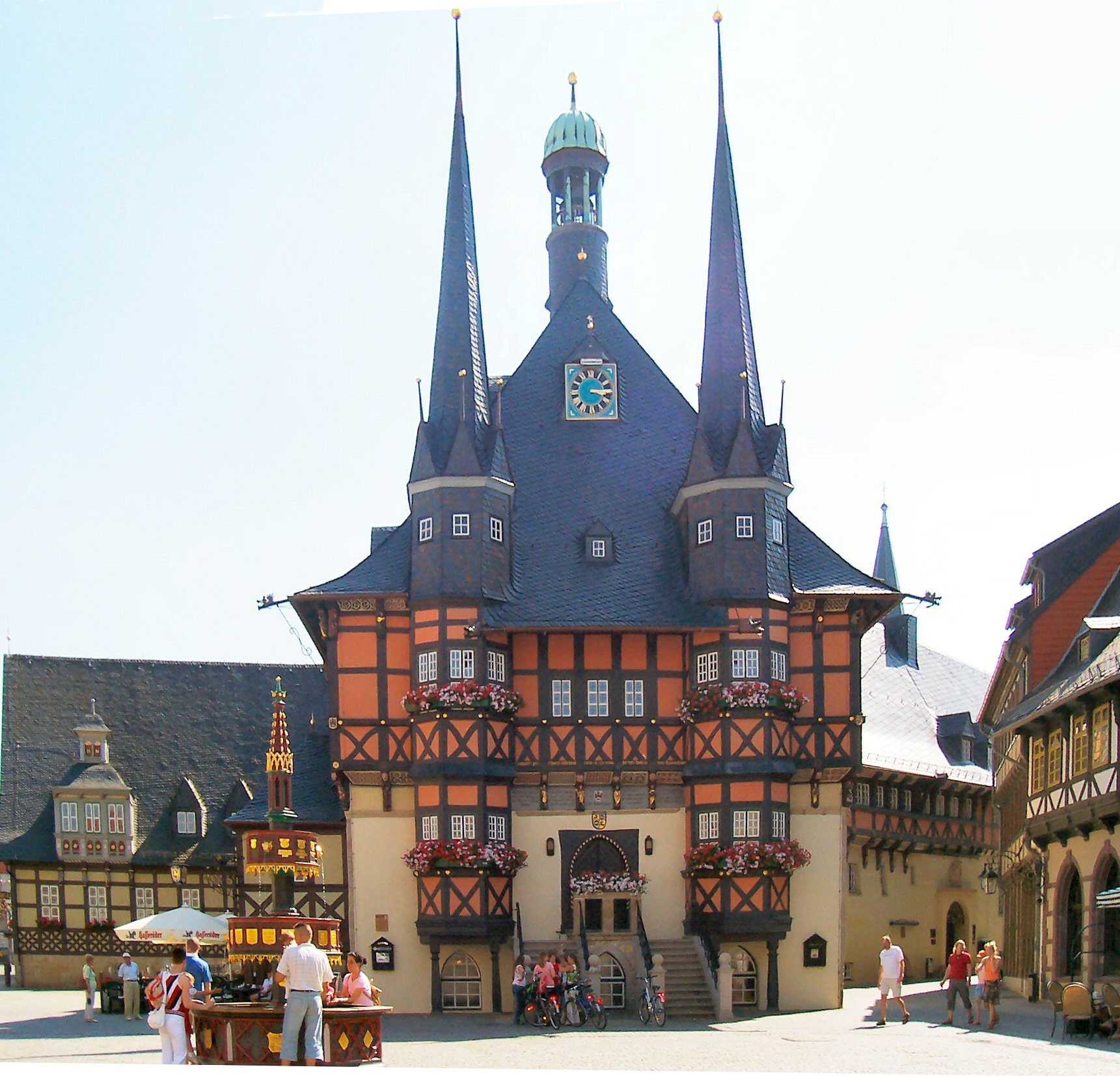
Gemeentehuis van Wernigerode
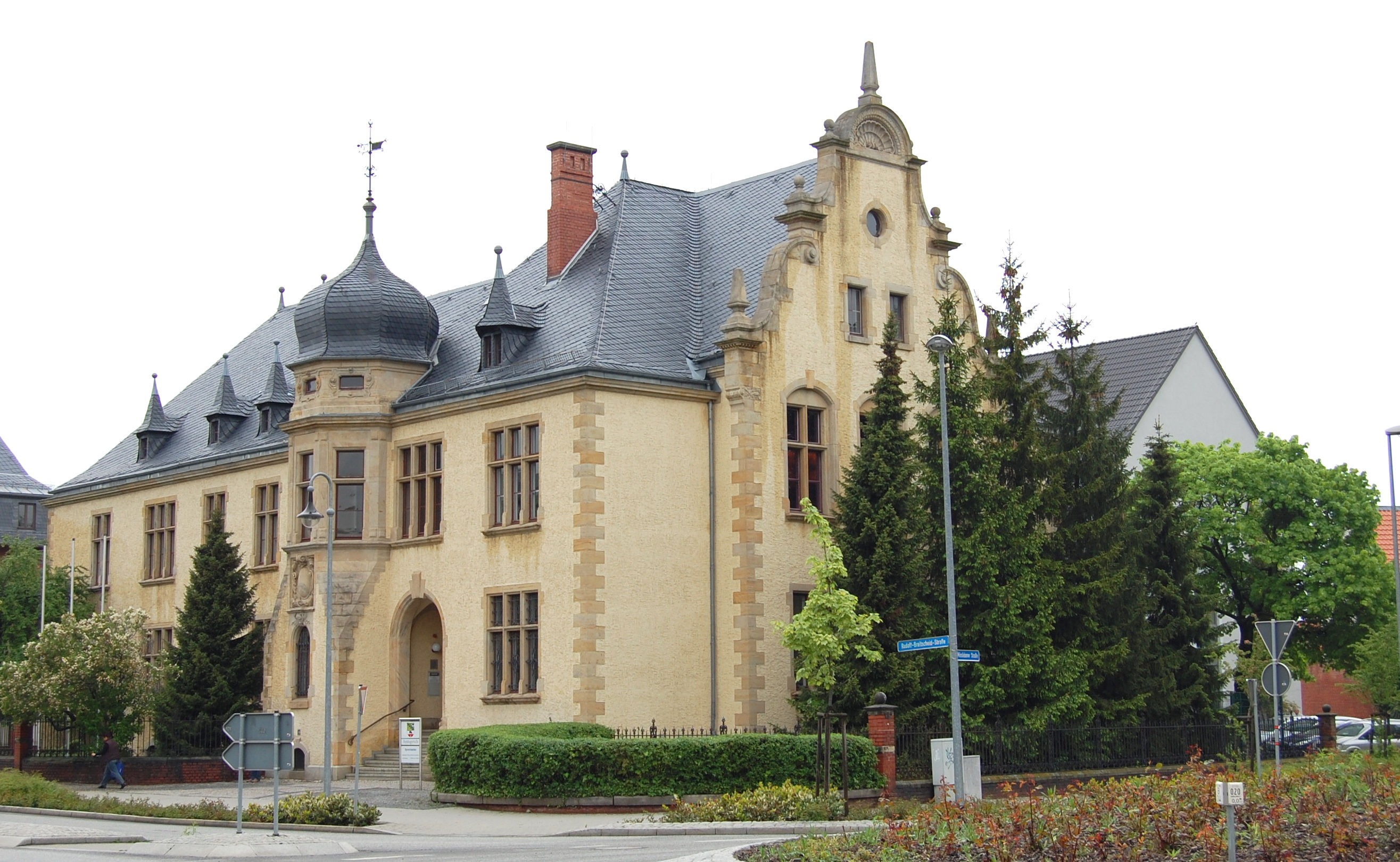
Rechtbank Wernigerode
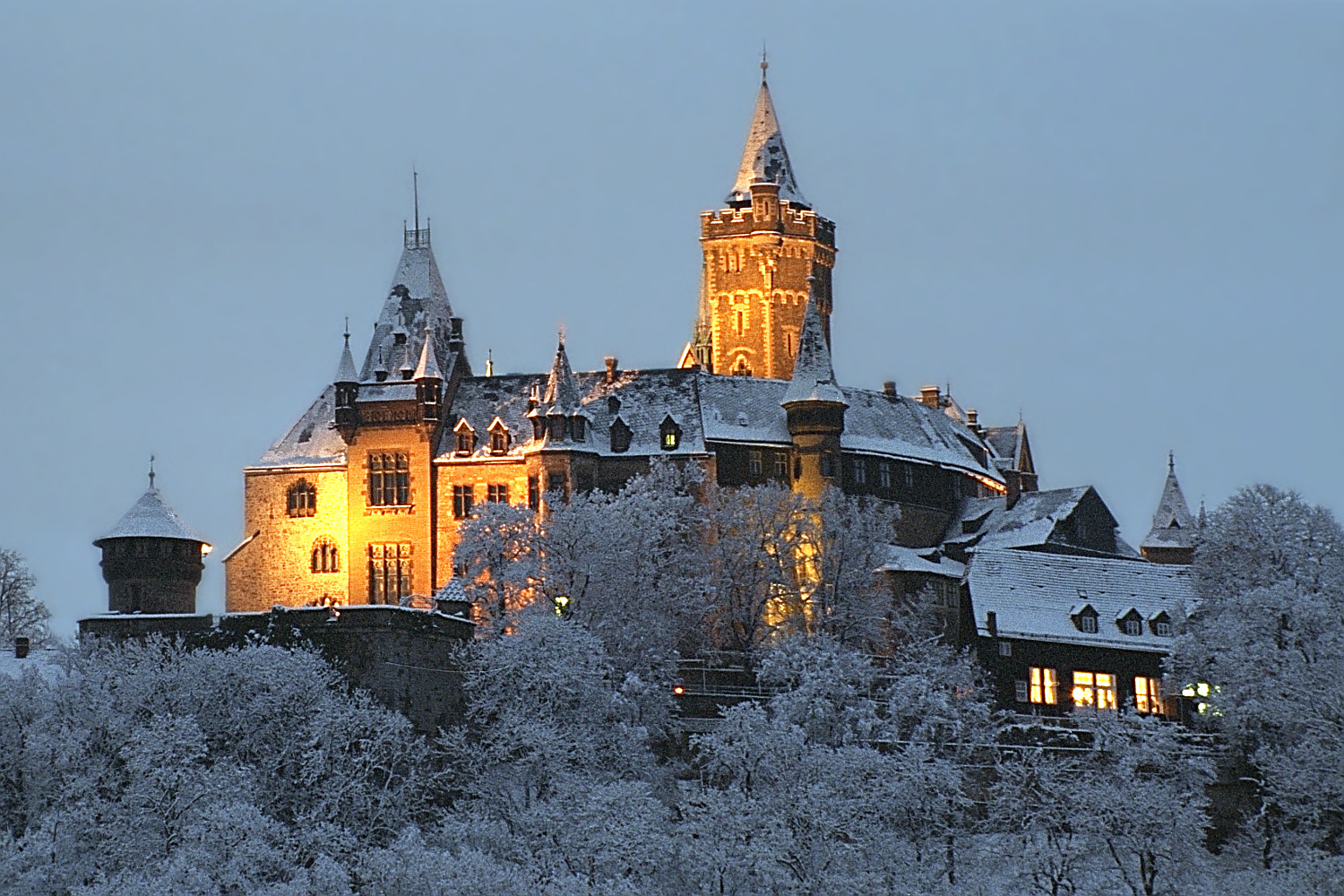
Kasteel Wernigerode

Ballenstedt · 
Blankenburg (Harz) · 
Ditfurt · 
Falkenstein/Harz · 
Groß Quenstedt · 
Halberstadt · 
Harsleben · 
Harzgerode · 
Hedersleben · 
Huy · 
Ilsenburg (Harz) · 
Nordharz · 
Oberharz am Brocken · 
Osterwieck · 
Quedlinburg · 
Schwanebeck · 
Selke-Aue · 
Thale · 
Wegeleben · 
Wernigerode